# Гресоне Сен Жан
Гресонѐ Сен Жа̀н (на италиански и на френски: Gressoney-Saint-Jean, на местен диалект: Gressonèy-Sèn-Dzan, Гресоней Сен Дзан) е село и община в Северна Италия, автономен регион Вале д'Аоста. Разположено е на 1385 m надморска височина. Населението на общината е 814 души (към 2012 г.).